# Ruth Roduner
Ruth Roduner, geb. Grüninger (* 28. Oktober 1921 in St. Gallen; † 29. Dezember 2021 in St. Gallenkappel) war die Tochter des Judenretters Paul Grüninger und Präsidentin der Paul Grüninger Stiftung. Sie setzte sich für die Rehabilitierung ihres Vaters ein: 1995 wurde Paul Grüninger, dank ihr als treibende Kraft, freigesprochen und das Urteil gegen ihn aufgehoben. 1998 erfolgte die materielle Entschädigung, die vollumfänglich in die Paul Grüninger Stiftung einfloss.

## Leben

### Kindheit und Ausbildung
Ruth kam 1921 als Tochter von Paul Grüninger und Alice Grüninger-Federer zur Welt. Sie war das einzige leibliche Kind, hatte allerdings eine 12 Jahre jüngere Pflegeschwester Sonja. 1925 wurde Ruths Vater zum Polizeikommandanten des Kantons St. Gallen gewählt. In den Jahren 1938/1939 verhalf er mehreren hundert Juden zur Flucht vor den nationalsozialistischen Verfolgung. Paul Grüningers Suspendierung 1939 und Verurteilung 1940 stellten die Familie vor grosse finanzielle Probleme. Ruth musste ihre Ausbildung an der Handelsschule in Lausanne abbrechen und kehrte nach St. Gallen zurück. Dort fand sie nach vielen Absagen eine Stelle bei einer jüdischen Textilfirma. Mit dem Lohn von 120 Franken im Monat finanzierte sie die Wohnung der Familie in St. Gallen. Über das harte Schicksal ihrer Familie und die ärmlichen Verhältnisse habe sie nie geklagt.
Aus ihrer Heirat mit Hans Roduner, Gemeindesekretär von Au SG und späterer freisinniger Gemeindepräsident, gingen drei Söhne hervor, später auch Enkel und Urenkel.

### Engagement für Vater Paul Grüninger
Paul Grüninger habe seine Vergangenheit gar nicht aufarbeiten, sondern einen Strich darunter ziehen wollen, sagte Ruth Roduner. Ihr ist es zu verdanken, dass seine Geschichte heute bekannt ist. Im Jahr 1968 erzählte Ruth Roduner ihrem Arbeitgeber, dem St. Galler FDP-Ständerat Willi Rohner, die Geschichte ihres Vaters. Rohner schrieb daraufhin einen Artikel in der Zeitung Der Rheintaler mit dem Titel «Unrecht soll gutgemacht werden». Dieser wurde mehrfach und international verbreitet.
Fortan setzte sich Ruth Roduner für die Rehabilitierung ihres Vaters ein. Sie war die zentrale Figur im juristischen und politischen Prozess. Personen aus ihrem Umfeld beschreiben sie als dossiersicher und luzide. Juristische Stellungnahmen und Texte vor Gericht hat sie selbst verfasst. Ruth Roduner hatte auf ihrem Weg immer wieder Unterstützer wie beispielsweise den bereits erwähnten FDP-Politiker Willi Rohner. Später, gegen Ende des 20. Jahrhunderts, waren es eher linke Politiker, die sich für ihre Sache einsetzten, unter ihnen der St. Galler Politiker Paul Rechsteiner.
Mehrfach lehnte die St. Galler Regierung eine formelle Rehabilitierung Paul Grüningers ab. Ruth Roduner blieb allerdings hartnäckig und erreichte, dass Paul Grüninger 1993 politisch und 1995 juristisch rehabilitiert wurde. 1998 erfolgte die materielle Wiedergutmachung. Der gesamte Betrag von 1,3 Millionen Franken floss in die neu gegründete Paul Grüninger Stiftung.

### Paul Grüninger Stiftung
Im Herbst 1998 wurde die Paul Grüninger Stiftung gegründet. Im Sinne von Paul Grüninger verleiht sie periodisch einen Preis für besondere Menschlichkeit und besonderen Mut. Auch gewährt die Stiftung Förderbeiträge für Forschung und Publikationen im Bereich Menschenrechte. Lange Jahre war Ruth Roduner Präsidentin der Stiftung, zuletzt war sie Ehrenpräsidentin.

### Hohes Alter
Im Jahr 2014 arbeitete der Schweizerische Israelitische Gemeindebund (SIG) die Beziehung zu Paul Grüninger auf. Er entschuldigte sich bei Ruth Roduner und sicherte ihr eine lebenslange Zuwendung aus dem Memorialfonds zu.
Als Heldin wollte Ruth Roduner nie bezeichnet werden, wie zuvor auch ihr Vater nicht. Anlässlich der Premiere des Spielfilms Akte Grüninger 2014 sagte Ruth Roduner: «Ich bin stolz auf ihn. Er wollte kein Held sein damals, er wollte einfach das Richtige tun.»
Sechs Jahre vor ihrem Tod zog Ruth Roduner von Heerbrugg in ein Altersheim in St. Gallenkappel in der Nähe ihres Sohnes Dieter Roduner. Ihr Sehvermögen liess nach und eine Demenz machte sich bemerkbar, ansonsten sei es ihr bis zu ihrem hundertsten Geburtstag relativ gut gegangen. Ein Journalist fragte sie einige Jahre vor ihrem Tod, ob sie nicht manchmal ein Leben für ihren Vater gelebt habe. Ruth Roduner antwortete: «Ich bin mit meinem Leben zufrieden. Wir trauerten ja nicht dauernd dieser Geschichte nach.»